# Gartnischberg
Das Naturschutzgebiet Gartnischberg liegt mit einer Größe von 105,78 ha im Gebiet der Stadt Halle (Westf.). Es wird mit der Nummer GT-032 geführt und ist FFH-Vorschlagsgebiet.
Es wurde insbesondere zum Erhalt wildlebender Tier- und Pflanzenarten von Kalkbuchenwäldern und Heckenstrukturen ausgewiesen, die von Grünland durchsetzt und zum Teil als Orchideen-Buchenwald ausgeprägt sind.
Darüber hinaus kommen im lichten Niederwald wärmeliebende Pflanzenarten der Krautschicht und vereinzelt Trockenrasen mit den dafür typischen Tierarten vor. Das Gebiet beinhaltet auch einen wertvollen Komplex ehemaliger Kleinsteinbrüche.

## Waldgrabstätten
Im Naturschutzgebiet befinden sich mehrere zusammenhängende, in Westfalen einmalige, Waldgrabstätten.
Der preußische König Friedrich II erließ im Jahr 1771 an, dass auch Bürgerliche mit eigenem Hausbesitz den Status eines kleinen Grundbesitzers erhielten. Damit waren mehrere Privilegien verbunden, unter anderem wurde dadurch ermöglicht, dass sich Familien private Grabstätten anlegen konnten. Davon profitierten in Halle 118 Personen bzw. Familien, von denen allerdings nur wenige tatsächlich Privatfriedhöfe bzw. Waldgrabstätten angelegt haben.
Die meisten der heute noch vorhandenen Gräber sind im Naturschutzgebiet Gartnischberg zu finden, weitere Gräber liegen im Naturschutzgebiet Knüll – Storkenberg bzw. nahe der ehemaligen Gaststätte Grünenwalde.
Am Standort sind heute noch 34 Grabmale vorhanden, die fast alle in Teutoburger Sandstein ausgeführt und daher stark verwittert sind. Im Wald befindet sich auch ein Pavillon, der lange Zeit fälschlich als Kapelle angesehen wurde.

## Galerie
|  |  |  |